# 成田高等学校・付属中学校
成田高等学校・付属中学校（なりたこうとうがっこう・ふぞくちゅうがっこう）は、千葉県成田市成田にある私立高等学校・中学校。

## 概要
明治31年認可であり、千葉県で鹿山中学（現在の千葉県立佐倉高等学校の前身）、県立千葉中学（現在の千葉県立千葉高等学校の前身）などに次いで5番目に（旧制）中学校として認可を受けた歴史を持つ。部活動では野球・陸上競技・競技かるたなどの活動が盛ん。

## 設置課程
- 全日制 - 普通科

## 沿革

### 経緯
明治20年に小倉良則（小倉武之助の父）が設立した「北總英漢義塾」を受け継ぎ、成田英漢義塾の経営に当たっていた。その後、尋常中学校を経て、旧制中学校への改組が図られ、明治31年に認可が下り、翌明治32年4月、成田中學校が発足した。成田山女學校は成田中學校発足の9年後、明治41年に創立。明治44年には、上級学校進学資格が与えられ、高等女学校となった。県下最初の私立高等女学校であった。旧制成田中学・成田高等女学校が戦後、新制高等学校となったものである。また、明治30年代から40年代にかけて、先に述べた成田中學校、成田山女學校をはじめ、成田図書館（現・成田山仏教図書館）、成田幼稚園、成田山感化院（昭和22年より業務転換し児童福祉施設「成田学園」）などを次々と設立し、これらの事業を成田山の5大事業と呼び、当時の新勝寺住職・石川照勤（いしかわしょうきん）が中心となり事業が進められた。
市内で「成田」の名を冠した高等学校は成田高等学校が初であるため、市内にある他の県立校は千葉県立成田国際高等学校、千葉県立成田北高等学校、千葉県立成田西陵高等学校となっている。

### 年表[1]
- 1887年10月3日 - 成田山山主三池照鳳大僧正により、成田高等学校の前身である修業年限3ヵ年の成田英漢義塾が創立される。
- 1898年10月7日 - 成田山山主石川照勤大僧正は英漢義塾を閉塾し、新たに修業年限5ヵ年の（旧制）私立成田中學校の設置許可を受ける。この日をもって成田高等学校の創立記念日と定める。
- 1908年2月21日 - 修業年限3ヵ年の私立成田山女學校が創立される。
- 1911年2月13日 - 成田山女學校を閉校し、修業年限4ヵ年の私立成田高等女學校として設置認可を受ける。
- 1948年3月31日 - 学制改革に伴い、中学校、女学校を統合し、成田山文化事業財団を設置者とし、成田高等学校の設置認可を受ける。同時に新制中学校を併設する。
- 1949年3月31日 - 併設中学校を閉校する。
- 1951年1月19日 - 私立学校法により、学校法人成田山教育財団の設置認可を受ける。
- 1967年4月8日 - 付属中学校を開校する。
- 1973年4月7日 - 付属小学校を開校する。
- 1977年11月13日 -全天候型グラウンド竣工。
- 1998年10月8日 - 創立100周年記念式典を挙行する。
- 2012年3月8日 - 新校舎竣工。
- 2013年7月3日 - 新武道館竣工。
- 2013年10月7日 - 創立115周年記念式典を挙行する。
- 2018年10月5日 - 創立120周年記念式典を挙行する。

### 施設
講堂兼体育館、付中体育館、ラーニングセンター(学校図書館)、人工グラウンド、武道館、全天候型グラウンド(400mトラック 6レーン)、野球場、テニスコート、サッカー場、弓道場、プール、知心寮、育心寮
志賀高原寮は2018年に閉鎖となった。

## 学校行事

### 高等学校
- 4月：入学式
- 6月：宗教講話会
- 7月：語学研修(1・2年希望者)、全校野球応援
- 9月：葉牡丹祭(文化祭)、体育祭
- 11月：修学旅行(2年)、見学旅行(1年)
- 3月：卒業式

その他にも、講演会などの行事が行われている。

### 付属中学校
- 4月：入学式
- 6月：宗教講話会、宿泊研修(1年)
- 7月：語学研修(3年希望者)、全校野球応援
- 9月：葉牡丹祭(文化祭)、体育祭
- 11月：修学旅行(3年)、見学旅行(1・2年)
- 1月：百人一首カルタ会
- 2月：スキー教室(2年)
- 3月：卒業式

その他にも、各学年で総合学習として講演会や合唱祭、調べ学習などいろいろな行事が行われている。
2021年度の葉牡丹祭(文化祭)は初のオンライン開催となった。

## 校友会(クラブ)

### 高等学校[4]

#### 学術
○自然科学部
○美術部
○音楽部
- 2003年 - 東日本学校吹奏楽大会：ヤマハ賞 (高校)
- 2004年 - 第28回全国高等学校総合文化祭 とくしま2004 管弦楽部門：千葉県代表
- 2010年 - 東日本学校吹奏楽大会：実行委員長賞 (付属中学校)
- 2012年 - 第36回全国高等学校総合文化祭 とやま2012 管弦楽部門：千葉県代表
- 2017年 - 東京ディズニーリゾートミュージック・フェスティバル・プログラム 出演

○英語部
○社会科研究部
○家庭科部
○書道部

#### 文化
○文芸部
○新聞部
○演劇部
○写真部
○華道部
○茶道部
○インターアクト部
○放送部
- 2017年
  - 第62回NHK杯全国高校放送コンテスト全国大会：
    - 【アナウンス部門】準決勝進出 入選1名,準々決勝進出2名
    - 【朗読部門】準々決勝進出
    - 【テレビドキュメント部門】準決勝進出 制作奨励
    - 【創作テレビドラマ部門】準々決勝進出
    - 【創作ラジオドラマ部門】準々決勝進出
    - 【研究発表部門】研究奨励
- 2016年
  - 第63回NHK杯全国高校放送コンテスト全国大会：
    - 【ラジオドキュメント部門】準々決勝進出
    - 【研究発表部門】研究奨励
- 2017年
  - 第64回NHK杯全国高校放送コンテスト全国大会：
    - 【アナウンス部門】準決勝進出 入選
    - 【朗読部門】準決勝進出 入選
- 2018年
  - 第65回NHK杯全国高校放送コンテスト全国大会：
    - 【アナウンス部門】準決勝進出 入選
    - 【創作テレビドラマ部門】準々決勝進出
- 2019年
  - 第66回NHK杯全国高校放送コンテスト全国大会：
    - 【テレビドキュメント部門】準決勝進出 制作奨励賞
- 2021年
  - 第68回NHK杯全国高校放送コンテスト全国大会：
    - 【ラジオドキュメント部門】準々決勝進出

○軽音楽部
○競技かるた部
- 2015年 - 全国高等学校小倉かるた百人一首選手権大会：ベスト8

○将棋同好会

#### 運動
○野球部
- 夏の全国高等学校野球選手権大会に出場経験が何度かあり、戦後は一時期甲子園常連校に名を連ねていた。1955年夏（第37回）以降は暫く出場が遠ざかるが、近年では春の選抜高等学校野球大会に2006年（第78回）に初出場した。また、2010年夏（第92回）では20年ぶりに夏の甲子園出場を果たし、ベスト4まで勝ち残る健闘をみせた。
  - 1946年 - 第28回全国中等学校優勝野球大会：初戦敗退
  - 1947年 - 第29回全国中等学校優勝野球大会：ベスト4
  - 1948年 - 第30回全国高等学校野球選手権大会：初戦敗退
  - 1952年 - 第34回全国高等学校野球選手権大会：ベスト4
  - 1955年 - 第37回全国高等学校野球選手権大会：初戦敗退
  - 1990年 - 第72回全国高等学校野球選手権大会：2回戦進出
  - 2006年 - 第78回選抜高等学校野球大会：2回戦進出
  - 2007年 - 第79回選抜高等学校野球大会：初戦敗退
  - 2010年 - 第92回全国高等学校野球選手権大会：ベスト4

○男子ソフトテニス部
○女子ソフトテニス部
- 全国高校総体や全日本高等学校選抜ソフトテニス大会に優勝経験がある。

○陸上競技部
陸上競技部は全国高校総体で何度も男子総合優勝を果たしている。全国高校駅伝では女子第30回、第31回と2年連続で出場を果たしたが、9位、11位という結果で終わった。
- 2014年 - 全国高等学校総合体育大会 第67回全国高等学校 陸上競技対校選手権大会：男子総合第6位
- 2015年 - 全国高等学校総合体育大会 第68回全国高等学校 陸上競技対校選手権大会：男子総合第6位
- 2016年 - 女子第28回全国高等学校駅伝競走大会：第5位

○卓球部
○男子バレーボール部
○女子バレーボール部
○柔道部
○剣道部
○山岳部
○弓道部
○空手部
○バスケットボール部
○水泳部
近年、インターハイ等全国大会にも進んでいる。
○サッカー部
○ダンスドリル部
- 2011年 - 全国高等学校ダンスドリル選手権大会：ソングリーダー部門 第5位、ミリタリー部門 第4位
- 2012年 - 全国高等学校ダンスドリル選手権大会：ソングリーダー部門 優勝、ミリタリー部門 第5位
- 2013年 - 全国高等学校ダンスドリル選手権大会：ソングリーダー部門 第2位、ミリタリー部門 第6位
- 2014年 - 全国高等学校ダンスドリル選手権大会：ソングリーダー部門 第2位、ミリタリー部門 第6位・JTBコーポレートセールス賞 受賞
- 2015年 - 全国高等学校ダンスドリル選手権大会：ソングリーダー部門ミディアム編成 第4位、ミリタリー部門 第5位
- 2016年 - 全国高等学校ダンスドリル選手権大会：ソングリーダー部門ミディアム編成 第5位・ベストプレゼンテーション賞　受賞・ミリタリー部門 第5位

○弓道部
全国高校総体や全国高等学校弓道選抜大会に出場経験が何度かある。
- 1968年 - 全国高等学校総合体育大会弓道競技大会：女子団体準優勝
- 1969年 - 全国高等学校総合体育大会弓道競技大会：女子団体第3位
- 1976年 - 全国高等学校総合体育大会弓道競技大会：男子団体準優勝
- 1980年 - 全国高等学校総合体育大会弓道競技大会：女子団体第3位
- 1997年 - 全国高等学校総合体育大会弓道競技大会：男子団体第3位

○硬式テニス部

#### 同好会
○将棋同好会
○クイズ研究同好会
○コンピューター同好会

#### 委員会
○文化祭実行委員会
○体育祭実行委員会
○応援委員会

#### 生徒会
○生徒会

### 付属中学校[5]
(高)がついている校友会は高校と合同。

#### 学術・文化
○科学部
○英語部
○華道部
○写真部(高)
○美術部(高)
○書道部(高)
○インターアクト部(高)
○演劇部(高)
○音楽部(高)
○競技かるた部(高)
- 2014年 - 第１６回全国小倉百人一首かるた中学選手権大会：ベスト８

○放送部(高)
- 2019年
  - 第36回NHK杯全国中学校放送コンテスト
    - 【朗読部門】入賞(全国4位相当)2名
- 2021年
  - 第38回NHK杯全国中学校放送コンテスト
    - 【朗読部門】優秀賞(全国2位相当)・優良賞(全国3位相当)

#### 運動
○野球部
○バレーボール部
○水泳部(高)
○弓道部(高)
○剣道部
○柔道部(高)
○陸上競技部
○卓球部
○バスケットボール部
○バトン部
○サッカー部
○ソフトテニス部
○空手部(高)

#### 委員会
○文化祭実行委員会(高)
○体育祭実行委員会

#### 生徒会関係
○中学評議会

## 関連教育機関等
成田山教育財団
- 成田高等学校付属小学校 - 専有のトンネルを通じて接続。成田市田町在所。

- 成田幼稚園 - 成田市上町在所。
- はぼたん幼稚園 - 成田市加良部在所。

成田山文化財団
- 成田山仏教図書館 - 成田田町在所。

成田山福祉財団
- 成田学園 - 児童を保護育成する社会福祉施設。成田市玉造在所。

## 交通案内
- JR東日本成田線「成田駅」・京成電鉄京成本線「京成成田駅」より徒歩15分
- 「京成成田駅東口」より成田市コミュニティバス小泉・大室ルート又は水掛ルートに乗車、「成田高校前」にて下車。（所要時間 5分）

## 著名な出身者

### 政治・行政
- 井上裕 - 第23・24代参議院議長、元文部大臣
- 小川国彦 - 元衆議院議員（日本社会党）、元成田市長
- 実川幸夫 - 元衆議院議員、元法務副大臣
- 須藤浩[6] - 元衆議院議員
- 高橋清孝 - 警視総監、内閣危機管理監
- 小泉一成 - 成田市長
- 相川堅治 - 富里市長
- 板倉正直 - 元印西市長
- 秋本真利 - 衆議院議員
- 戸村一作 - 農民運動家、三里塚闘争活動家。三里塚芝山連合空港反対同盟の代表。

### 作家・文芸
- 加瀬あつし - 漫画家
- 三橋鷹女 - 俳人
- 伊藤公平 - 歌人・随筆家・小説家・作詞家
- 木村直巳 - 漫画家

### 芸能
- 滝田栄 - 俳優
- 仲村瑠璃亜 - 女性モデル※付属中学校を卒業
- 国本武春 - 浪曲師

### スポーツ

#### 陸上競技
- 澤野大地 - 男子棒高跳日本記録保持者
- 花岡麻帆 - 女子三段跳日本記録保持者
- 吉田文代 - 女子三段跳選手
- 増田明美 - ロサンゼルス五輪女子マラソン代表、スポーツジャーナリスト
- 室伏広治 - アテネ五輪男子ハンマー投金メダリスト、スポーツ庁長官（2代目）
- 笛木靖宏 - 第14回世界陸上競技選手権大会400メートルハードル出場
- 篠塚麻衣 - 女子中・長距離走、駅伝選手
- 加世田梨花 - 女子中・長距離走、駅伝選手
- 小坂井智絵 - 女子中距離走選手
- 山崎りさ - 女子中距離走選手

#### 水泳
- 今村元気 - 水泳選手・アテネ五輪男子平泳ぎ日本代表

#### 野球
- 荒井致徳 - 成田高校・我孫子高校・中央学院高校監督
- 石原照夫 - 元プロ野球選手
- 牧野宏 - 元プロ野球選手
- 桜井伸一 - 元プロ野球選手
- 岩舘学 - 元プロ野球選手、北海道日本ハムファイターズ二軍内野守備走塁コーチ
- 齋藤俊介 - 元プロ野球選手、横浜DeNAベイスターズ球団職員
- 唐川侑己 - プロ野球選手、千葉ロッテマリーンズ所属
- 田宮裕涼 - プロ野球選手、北海道日本ハムファイターズ所属
- 中原啓吾 - アスレティックトレーナー

#### 柔道
- 木元拓人 - 柔道選手

### その他
- 岩澤信夫 - 農業技術者
- 小澤隆生 - Yahoo!JAPAN 元代表取締役社長
- 石見陽 - メドピア創業者・社長CEO
- 屋敷和子 - JALスカイ社長
- 寺内皓大 - NHKアナウンサー
- 大野恵 - 北海道テレビ放送アナウンサー
- 浅井礼三 - 実業家、元野球選手

## 元教員
- 唐木順三 - 評論家、哲学者、思想家
- 鈴木三重吉 - 児童文学者
- 中山義秀 - 作家
- 中野好夫 - 英文学者、評論家
- 越川一紀 - 元走高跳日本記録保持者、モントリオール五輪代表
- 小山裕三 - 元砲丸投日本記録保持者
- 岡野雄司 - 元砲丸投日本記録保持者